# 跳飛機

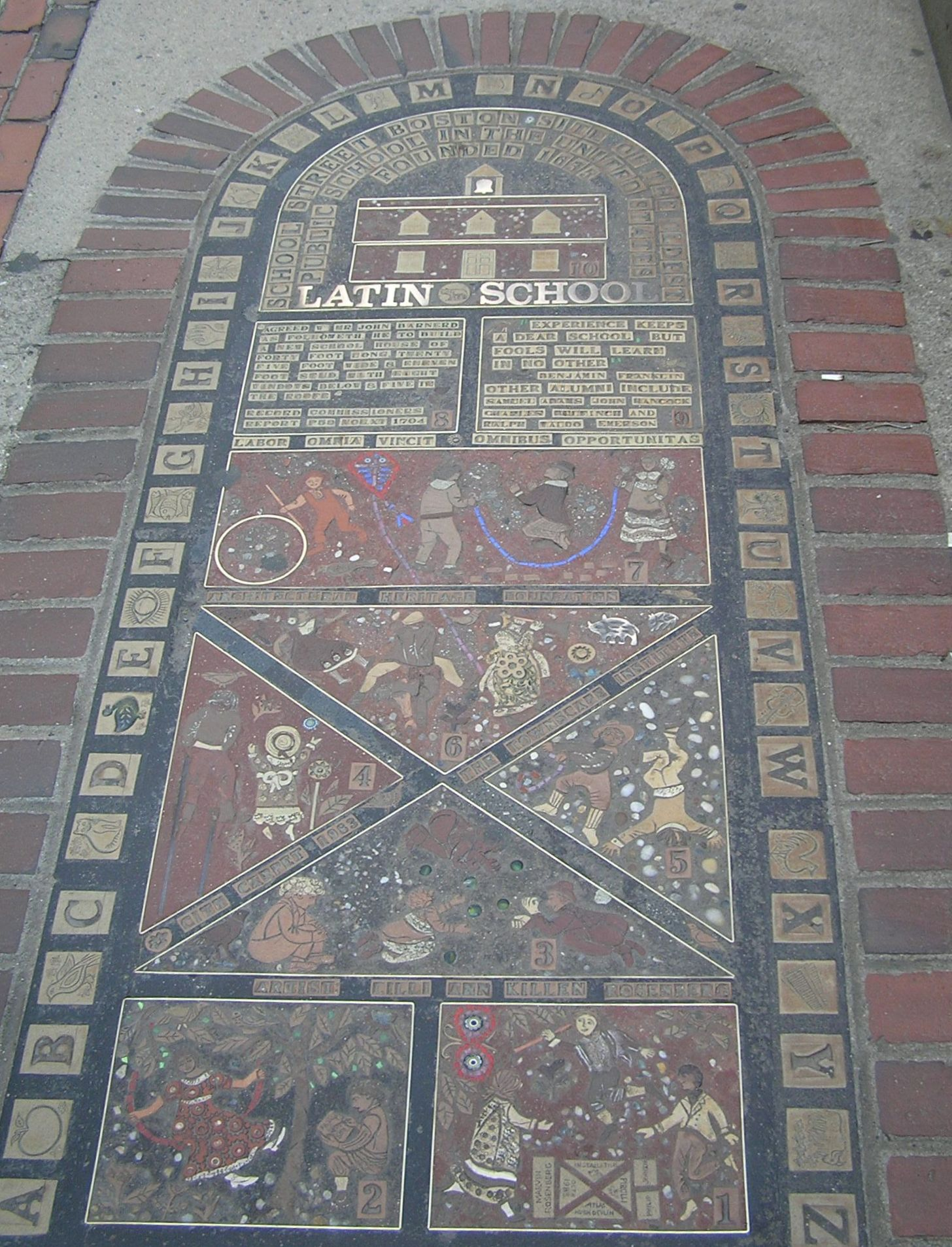
美國麻省波士頓的跳格子

跳飛機，又稱跳房子或跳格子，是一種兒童遊戲，玩家在地面畫定的圖上跳動。地上的圖形通常為雙翼式飛機的形狀，有些地方則是畫成房子的形狀，遊戲因而得名，也有單純只在長方形內畫上格子。圖形分為若干格子（通常有九格），每格有一個數字。參加遊戲者須順序按數字跳過所有格子。
跳飛機於1950年代至1990年代相當普遍，在有些兒童遊樂場、公園和小學操場等都會有跳飛機的位置。

## 玩法

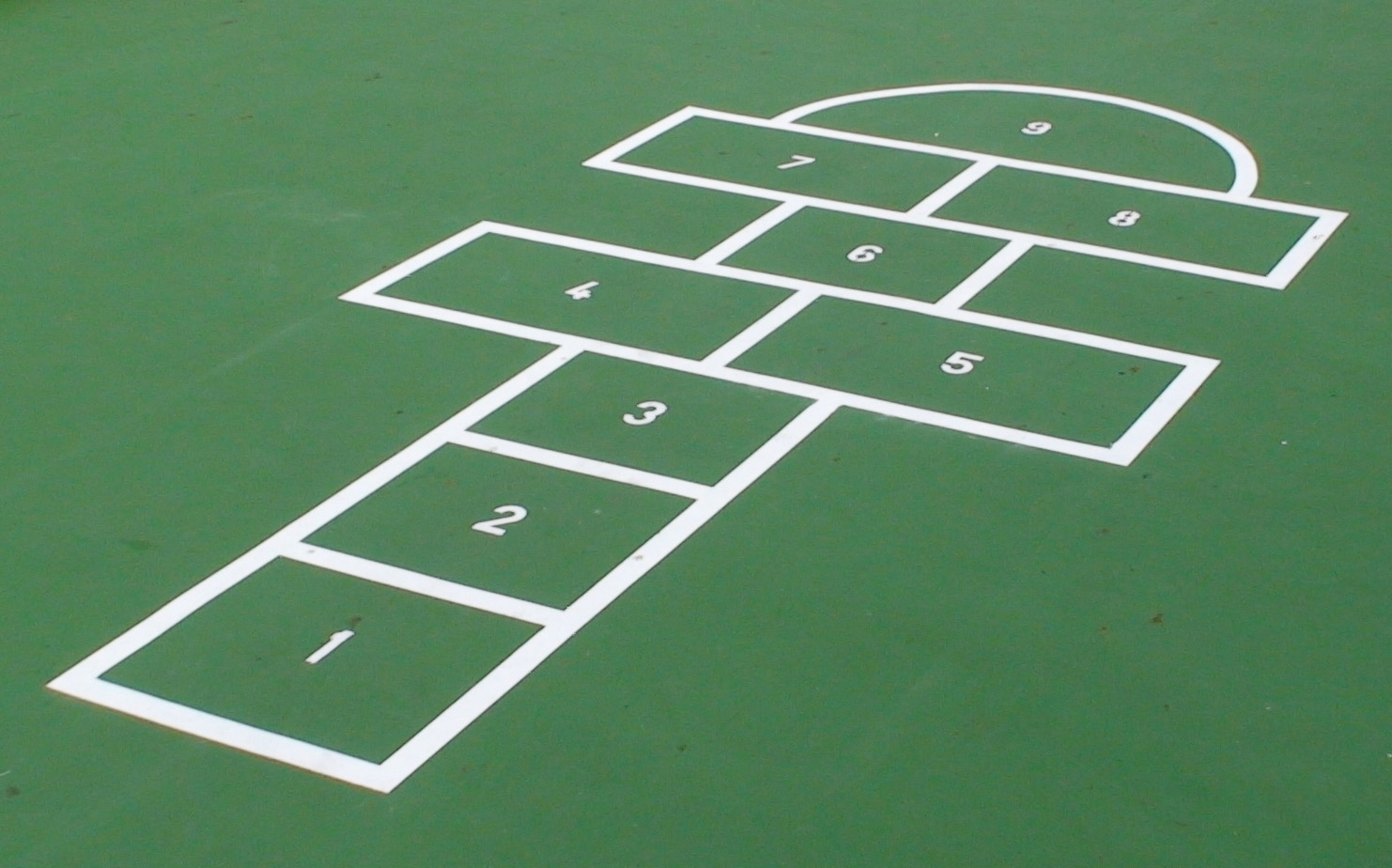
跳飛機（香港／中國大陸）

世界各地的玩法有所差異，所畫格子的形狀也不盡相同，以香港的「跳飛機」為例，遊戲通常由第一格開始：
1. 玩者首先把一條手鏈（有時會以其他差不多體積的物件取代）拋進第一格，然後拾起。
2. 之後，玩者把手鏈拋進第二及三格，然後單腳跳入第一格，然後順序到手鏈之前的一格，再把手鏈拾起。
3. 第四、五格及第七、八格是一對並排的機翼。玩者在拾被拋入第六格或第九格的手鏈時，可雙腳分站在兩格之內。
4. 到達第九格的機頭時，玩者在踏進第七、八格之後，要跳起轉身背向機頭，然後把手伸往身後摸索手鏈。
5. 玩家做錯上面的程序，拋出界，失去平衡，算輸，到下一位玩家，輸了，再到下一位，回到第一位時，由上次失手的地方再開始。